# Coursetia paniculata
Coursetia paniculata är en ärtväxtart som beskrevs av Mario Sousa och Matt Lavin. Coursetia paniculata ingår i släktet Coursetia, och familjen ärtväxter. Inga underarter finns listade i Catalogue of Life.